# Arvicanthis neumanni
Arvicanthis neumanni is een knaagdier uit het geslacht Arvicanthis dat voorkomt in het oosten van Zuid-Soedan, Ethiopië, Somalië en Kenia, zuidelijk tot Midden-Tanzania. Deze soort is vaak bekend onder de naam Arvicanthis somalicus. Het karyotype bedraagt 2n=62, FN=66-67 in Ethiopië, maar 2n=53-54, FN=62 in Tanzania. In vergelijking met de koesoegrasrat (A. niloticus) is A. neumanni een kleine, licht gekleurde soort. Dat A. neumanni werkelijk hetzelfde is als A. somalicus is nog niet onomstreden. Tanzaniaanse dieren zijn kleiner dan dieren uit de rest van de verspreiding en hebben een ander karyotype, zodat ze mogelijk een aparte soort vertegenwoordigen. In dat geval zouden de noordelijke populaties weer A. somalicus worden en zou de naam A. neumanni voor de Tanzaniaanse populatie moeten worden gebruikt.
Arvicanthis abyssinicus · Arvicanthis ansorgei · Arvicanthis blicki · Arvicanthis nairobae · Arvicanthis neumanni · Koesoegrasrat (Arvicanthis niloticus) · Arvicanthis rufinus